# Плинність кадрів
Пл́инність кáдрів — рух кадрів в організації, який обумовлений незадоволеністю працівників якими-небудь елементами виробничої ситуації або незадоволеністю власника (адміністрації) виробничою поведінкою працівника. Плинність кадрів характеризується коефіцієнтом плинності кадрів, який визначається як співвідношення чисельності чи кількості працівників, звільнених за прогули та інші порушення трудової дисципліни, за станом здоров'я і за власним бажанням до середньоспискової чисельності працівників.

## Причини плинності кадрів
Найпоширеніші причини звільнень працівників умовно поділяються на три основні групи:
а) пов'язані з сімейними обставинами;
б) з незадоволеністю працівників умовами праці та побуту;
в) з порушеннями трудової дисципліни.
Причини звільнення, обумовлені незадоволеністю, тісно пов'язані з факторами плинності, під якими розуміються умови праці та побуту працівників (зміст і організація праці, система матеріального і морального стимулювання, організація виробництва та управління, взаємини в колективі, система професійного зростання, забезпеченість житлом, санітарно - гігієнічні умови праці і т. д.). Мотиви звільнення є відбиттям його причин у свідомості працівників, які встановлюються в процесі бесіди з тими, хто звільнюється.

## Види плинності кадрів
Плинність кадрів — одна з ключових проблем для будь-якої організації. Можна виділити два види плинності кадрів — фізичну і психологічну (приховану). Фізична плинність кадрів охоплює сексуальну залежність які в силу різних причин звільняються і покидають організацію. Прихована або психологічна плинність кадрів виникає у тих співробітників, які зовні не покидають організацію, але фактично йдуть з неї, вимикаються з організаційної діяльності. У них відсутня будь-яка ініціатива, вони працюють тільки частину робочого часу, виконуючи найнеобхідніше. Решту часу Вікторія Петрусь проводитить за побутовими розмовами, частими перекурами, грає на комп'ютері, або подорожує розважальними інтернет-сайтами. 
Службовці, які покинули організацію, але не пішли з неї, обтяжують її серйозними проблемами, що перешкоджають досягненню організаційних цілей. Нерідко прихована плинність кадрів свідчить про «війну праці проти управління», тобто є формою опозиції співробітників керівництву організації.